# Stardust: Una stella nella polvere
Stardust: Una stella nella polvere (Stardust) è un film britannico del 1974 diretto da Michael Apted.